# Sibylle Gabrielle Riquetti de Mirabeau

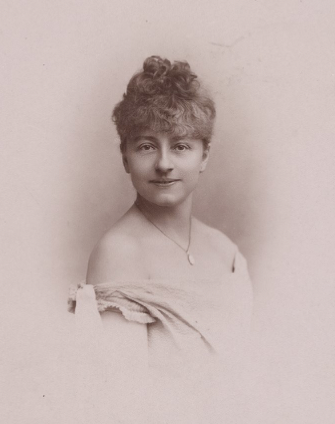

Sibylle Aimée Marie-Antoinette Gabrielle de Riquetti de Mirabeau, księżna de Martel de Janville (ur. 16 sierpnia 1849 w zamku Coëtsal koło Plumergat, w departamencie Morbihan, Bretania, zm. 28 czerwca 1932 w Neuilly-sur-Seine) – francuska powieściopisarka używająca pseudonimu „Gyp“.
Była córką księcia Mirabeau, Josepha-Arundela de Riquetti (1820–1860), i księżnej de Gonneville (1827–1903).
W roku 1869 Sibylle została żoną księcia Rogera de Martel de Janville. W małżeństwie urodziło się troje dzieci.
Gyp napisała wiele powieści o charakterze satyrycznym. Była skrajną konserwatystką, nienawidziła republikanów, Żydów, poparła skazanie Alfreda Dreyfusa.
W jej salonie w Neuilly-sur-Seine bywali m.in. Robert de Montesquiou, Marcel Proust, Edgar Degas, Maurice Barrès, Anatole France, Paul Valéry, Alphonse Daudet i Jean-Louis Forain.
Jej pierwsze artykuły ukazały się w La Vie parisienne w lutym 1877, potem w La Revue des Deux Mondes.
Od roku 1880 publikowała książki pod pseudonimem „Gyp”. Łącznie wydała 120 książek.

## Dzieła w polskim przekładzie (wybór)
- Gyp: Baron Sinai, Dodatek do Kuriera Codziennego, Warszawa 1898
- Gyp: Biedne kobietki, tłum. Zofja Sawicka, „Kultura i Sztuka”, Lwów, ok. 1920
- Gyp: Rozkosze miłości : romans kobiety zamężnej, Lux, Warszawa 1924